# 広水市
広水市（こうすい-し）は中華人民共和国湖北省随州市に位置する県級市。

## 地理
広水市は湖北省北部に位置し、北は河南省信陽市、東は大悟県、南は孝昌県及び安陸市、西は随州市曽都区と接し、東西約50キロメートル、南北約70キロメートルである。
桐柏山南東、大別山南西に位置し、市内は丘陵地帯により構成される。地勢は北高南低であり、海抜は400から800メートルである。

## 歴史
春秋時代は弐の版図であったが、後に楚により併呑された。楚を滅亡させた秦はこの地に南陽郡随県を設置、漢初には江夏郡鄳県が設置され、後漢になると新たに平春県が分置されている。平春県は東晋により平陽県と改称、南朝宋の時代になると随県より永陽県が分置されている。
583年（開皇3年）、隋により応州が新たに設置されるとその下に平靖県・永陽県が管轄されることとなり、598年（開皇18年）に永陽県は応山県と改称された。606年（大業2年）、応州の廃止に伴い平靖県は応山県に編入されている。
621年（武徳4年）、唐により応州を再設置、その下に応山県及び礼山県を設置したが、4年後に応州が廃止になると礼山県は応山県に編入された。開宝年間の吉陽県の廃止に伴い吉陽山以北の地域が応山県に編入され中華民国時代まで沿襲された。
1931年以降共産革命が激しくなると市内には陂孝北県、応山県、応北県、応南県、安応県、応随県、羅礼応県、礼応県、信応県、礼南県、随南県、信応随県などの革命政府が設立された。1949年3月30日に共産党による支配が実施されると5月に応山県が再び設置された。1988年10月11日に県級市への改編にあわせて広水市と改称される。

## 行政区画
- 街道:応山街道、十里街道、広水街道、城郊街道
- 鎮:武勝関鎮、楊寨鎮、陳巷鎮、長嶺鎮、馬坪鎮、関廟鎮、余店鎮、呉店鎮、郝店鎮、李店鎮、駱店鎮、蔡河鎮、太平鎮